# Деян Петрович
Деян Петрович (словен. Dejan Petrovič, нар. 12 січня 1998) — словенський футболіст, півзахисник хорватської «Рієки».

## Клубна кар'єра
Народився 12 січня 1998 року. Вихованець юнацьких команд футбольних клубів «Раче» та «Алюміній». У дорослому футболі дебютував 2015 року виступами за команду «Алюміній», в якій провів п'ять сезонів, взявши участь у 117 матчах чемпіонату. Більшість часу, проведеного у складі «Алюмінію», був основним гравцем команди.
У лютому 2020 року Петрович перейшов у австрійський «Рапід» (Відень), підписавши контракт на 3,5 роки.

## Виступи за збірні
2013 року дебютував у складі юнацької збірної Словенії (U-15). З командою до 17 років був учасником юнацького чемпіонату Європи 2015 року в Болгарії, де зіграв у 2 іграх, а його команда не вийшла з групи. Загалом на юнацькому рівні взяв участь у 40 іграх, відзначившись одним забитим голом.
Протягом 2018–2021 років залучався до складу молодіжної збірної Словенії, разом з якою був учасником молодіжного чемпіонату Європи 2021 року, де зіграв у всіх трьох іграх, а його команда не вийшла з групи. Всього на молодіжному рівні зіграв у 12 офіційних матчах, забив 2 голи. Також у січні 2019 року провів один матч у складі другої збірної Словенії проти Китаю (2:2).
7 жовтня 2020 року дебютував в офіційних матчах у складі національної збірної Словенії в товариському матчі проти Сан-Марино (4:0).
| Дата       | Місто   | Господарі | Результат | Гості      | Турнір                               | Голи | Примітки |
| ---------- | ------- | --------- | --------- | ---------- | ------------------------------------ | ---- | -------- |
| 7-10-2020  | Любляна | Словенія  | 4 – 0     | Сан-Марино | товариський матч                     | -    | 76'      |
| 14-10-2020 | Кишинів | Молдова   | 0 – 4     | Словенія   | Ліга націй УЄФА 2020-2021 - 1-й етап | -    | 83'      |
| Усього     |         | Матчів    | 2         |            | Голів                                | 0    |          |

## Титули і досягнення
- Чемпіон Хорватії (1):

«Рієка»: 2024/25
- Володар Кубка Хорватії (1):

«Рієка»: 2024/25